# Jagodje
Jagodje – wieś w Słowenii, w gminie Izola. W 2018 roku liczyła 2146 mieszkańców.